# Maju Coutinho
Maria Júlia dos Santos Coutinho Moura, conhecida como Maju Coutinho (São Paulo, 10 de agosto de 1978), é uma jornalista, apresentadora, comentarista, radialista e repórter brasileira. Desde 21 de novembro de 2021, é apresentadora do Fantástico.

## Carreira
Maju formou-se em jornalismo pela Faculdade Cásper Líbero em 2002 e foi estagiária da Fundação Padre Anchieta, onde passou por vários cargos até chegar a repórter.
Em 2005, passou a apresentar o Jornal da Cultura ao lado de Heródoto Barbeiro. Depois, foi transferida para o telejornal Cultura Meio-Dia, que apresentou com Laila Dawa e Vladir Lemos. Em 2007, foi para a Rede Globo onde, inicialmente, retornou às reportagens. Em 2013, Maria Júlia obteve êxito como apresentadora de meteorologia e passou a ser a titular do posto apresentando eventualmente as previsões climáticas do Jornal Hoje e do Jornal Nacional. Também cobriu as previsões do tempo do Hora Um da Notícia e Bom Dia Brasil, sendo substituída por Izabella Camargo.
Em abril de 2015, foi deslocada para a apresentação ao vivo da previsão do tempo do Jornal Nacional. Em 2015, passou a fazer parte do rodízio de apresentadores do SPTV. Em janeiro de 2016, foi eleita pela equipe do jornal O Globo a personalidade do ano na categoria Segundo Caderno/+TV. Em março de 2016, recebeu o prêmio Faz Diferença.
Em 10 de junho de 2017, assumiu a apresentação eventual do Jornal Hoje, função que ocupou até 2019. Em 2018, passou a fazer parte do elenco do programa Saia Justa, na GNT. Também é apresentadora do Papo de Almoço da Rádio Globo, às quintas-feiras.
Em 16 de fevereiro de 2019, tornou-se a primeira mulher negra a fazer parte de forma fixa do corpo jornalístico do Jornal Nacional. Em junho de 2019, foi anunciada como apresentadora eventual do Fantástico. A estreia da jornalista à frente do programa ocorreu em 4 de agosto em cobertura das férias da apresentadora fixa do semanário, Poliana Abritta.
Em 6 de setembro de 2019, despediu-se da previsão do tempo do Jornal Nacional e SP2, para apresentar o Jornal Hoje.
Durante a edição do Fantástico de 10 de outubro de 2021, Maju anunciou que iria deixar o Jornal Hoje para assumir a apresentação da revista eletrônica dominical, ao lado de Poliana Abritta, substituindo Tadeu Schmidt, que iria assumir o BBB.
| Ano           | Título             | Função                              | Emissora                      |
| ------------- | ------------------ | ----------------------------------- | ----------------------------- |
| 2005–06       | Jornal da Cultura  | Âncora                              | TV Cultura                    |
| 2006–07       | Cultura Meio-Dia   | Âncora                              | TV Cultura                    |
| 2007–12       | Vários telejornais | Repórter                            | TV Globo São Paulo / TV Globo |
| 2013–14       | Globo Rural        | Previsão do tempo                   | TV Globo                      |
| 2013–15       | Bom Dia SP         | Previsão do tempo                   | TV Globo São Paulo            |
| 2013–15       | Bom Dia Brasil     | Previsão do tempo                   | TV Globo                      |
| 2014–15       | Hora Um            | Previsão do tempo                   | TV Globo                      |
| 2014–15       | Jornal Hoje        | Previsão do tempo                   | TV Globo                      |
| 2014–19       | Jornal Nacional    | Previsão do tempo                   | TV Globo                      |
| 2015–19       | SPTV               | Previsão do tempo                   | TV Globo São Paulo            |
| 2016–atual    | Criança Esperança  | Apresentadora do Mesão da Esperança | TV Globo                      |
| 2017–19       | Jornal Hoje        | Apresentadora eventual              | TV Globo                      |
| 2018          | Saia Justa         | Apresentadora                       | GNT                           |
| 2018          | Papo de Almoço     | Apresentadora                       | Rádio Globo                   |
| 2019–2020     | Jornal Nacional    | Apresentadora eventual              | TV Globo                      |
| 2019–2020     | Fantástico         | Apresentadora eventual              | TV Globo                      |
| 2019–2021     | Jornal Hoje        | Apresentadora                       | TV Globo                      |
| 2021–presente | Fantástico         | Apresentadora                       | TV Globo                      |
| 2025          | Glória             | Entrevistada                        | TV Globo                      |

## Vida pessoal
Maju é casada desde 2010 com o publicitário Agostinho Paulo Moura. Em entrevistas revelou gostar de crianças, mas que nunca sentiu vontade de ter um filho. Revelou ter sido apoiada pelo marido em sua decisão.

### Ancestralidade
Em 2021, submeteu-se a exame de DNA para descobrir sua ancestralidade. O teste revelou que 73,4% da sua origem é do continente africano, 22,7% do continente europeu e 3,9% da América Central. No continente africano, constam Angola (19,8%), Norte de África (18,7%), Benim (18,3%), Uganda (7,6%), Costa do Marfim (5,4%) e Camarões (3,5%). De acordo com o procedimento realizado, Coutinho possui 14,1% de ascendência francesa, 4,9% de origem turca e 3,7% de ancestralidade russa. O percentual da América Central não foi especificado.

## Controvérsias

### Ataques racistas
Em 3 de julho de 2015, Maju Coutinho foi alvo de comentários racistas na página oficial do Jornal Nacional no facebook, que provocaram repulsa em grande parte da população do país. A hashtag: #SomostodosMaju teve ampla repercussão nas redes sociais e o caso foi pauta no Jornal Nacional pelos âncoras William Bonner e Renata Vasconcellos, com a presença de Maju, que comentou o caso.
| “ | "Os preconceituosos ladram, mas a caravana passa" | ” |

Em março de 2020, dois homens foram condenados por racismo e injúria racial à jornalista utilizando perfis falsos, além de corrupção de menores pela indução três adolescentes a praticarem o mesmo crime. As penas de cada um foram de cinco e seis anos de reclusão em regime semiaberto, além de multa. Os condenados poderiam recorrer da decisão em liberdade.
A condenação dos autores dos ataques à [sic] Maju Coutinho, sobretudo do líder da gangue virtual de mais de dez mil membros, é uma demonstração de que a internet não é um oceano de impunidade por onde navegam racistas e outros criminosos virtuais. Mesmo os que se escondem atrás de nicknames e de perfis falsos (fakes), como no caso, podem ser alcançados pela polícia, pelo Ministério Público e pela Justiça Criminal.— Declaração de um dos promotores do caso.

### Opinião sobre isolamento social na pandemia
Na edição de 16 de março de 2021 do Jornal Hoje, Coutinho foi alvo de críticas por ter dado uma opinião, defendendo o isolamento social devido à Pandemia de COVID-19.
| “ | Os especialistas são unânimes em dizer que essas são medidas indispensáveis agora para conter a circulação do vírus. O choro é livre, não dá para a gente reclamar, é isso que tem. | ” |

Por esse comentário, a jornalista foi alvo de críticas por defender o isolamento, por exemplo com comentários que Maju Coutinho, ao afirmar que "o choro é livre", estaria mostrando sua indiferença pelos pais de família mais humildes que nem estavam conseguindo sustentar a família.
Dois dias depois, Maju pediu desculpas ao vivo no próprio telejornal.
| “ | Eu quis dizer que, por mais amargas que sejam as medidas de isolamento, elas são necessárias para evitar o colapso do sistema de saúde. Mas eu também entendo perfeitamente a dor dos pequenos e médios empresários que são obrigados a manter os negócios fechados. | ” |

## Prêmios
| Ano  | Premiação                        | Categoria                                   | Resultado | Ref.   |
| ---- | -------------------------------- | ------------------------------------------- | --------- | ------ |
| 2015 | Troféu Observatório da Televisão | Melhor Garota do Tempo                      | Venceu    |        |
| 2015 | Melhores do Ano                  | Jornalismo                                  | Indicado  |        |
| 2016 | Troféu Observatório da Televisão | Melhor Garota do Tempo                      | Venceu    |        |
| 2019 | Melhores do Ano                  | Jornalismo                                  | Venceu    |        |
| 2021 | Meus Prêmios Nick                | Inspiração do Ano                           | Indicado  | [ 28 ] |
| 2021 | Prêmio F5                        | Melhor Apresentadora de jornalismo          | Pendente  | [ 29 ] |
| 2021 | Melhores do Ano NaTelinha        | Melhor Âncora de Telejornal                 | Pendente  | [ 30 ] |
| 2021 | Prêmio Notícias da TV            | Apresentador ou apresentadora de telejornal | Pendente  | [ 31 ] |
| 2021 | Prêmio Mundo Negro               | Melhor Jornalista                           | Pendente  | [ 32 ] |
| 2021 | Prêmio Potências!                | Mulherão da p*                              | Indicada  | [ 33 ] |
| 2024 | Melhores do Ano                  | Jornalismo                                  | Indicada  | [ 34 ] |